# Castell de Tossa de Mar
La Vila Vella de Tossa o Castell de Tossa és l'antic recinte emmurallat de Tossa de Mar. L'any 1931 va ser declarat Monument Històric Artístic Nacional i és l'únic exemple de població medieval fortificada que encara existeix a la costa catalana.

## Situació
S'ubica als peus del vessant nord-oest del promontori que confronta el cap de Tossa, dins d'un recinte emmurallat que té un perímetre d'uns 300 metres construït entre els segles xii i xiv, com a defensa pels problemes amb la pirateria. Se'n conserva gairebé la totalitat del perímetre original amb merlets rectangulars, mènsules i espitlleres als angles, i amb set torres de planta circular atalussada i cos cilíndric. En destaquen tres grans torres cilíndriques anomenades des Codolar o de l'Homenatge (a l'oest, al costat del que va ser el Palau del Batlle i que actualment acull el museu municipal), de ses Hores o del Rellotge (al costat del portal d'entrada a la vila) i d'en Joanàs (la més oriental, gairebé damunt el mar). D'època romànica són les sageteres de la muralla, fetes amb dos o tres blocs de pedra, i el parament amb pedres poc desbastades visible a la part inferior, mentre que la resta del recinte murallat pertany al moment de la seva reconstrucció al s. XIV. Del castell, que era situat on hi ha el far, no queda gairebé res. En canvi, s'han conservat vestigis de la primitiva església parroquial, d'estil gòtic, dedicada a sant Vicenç.

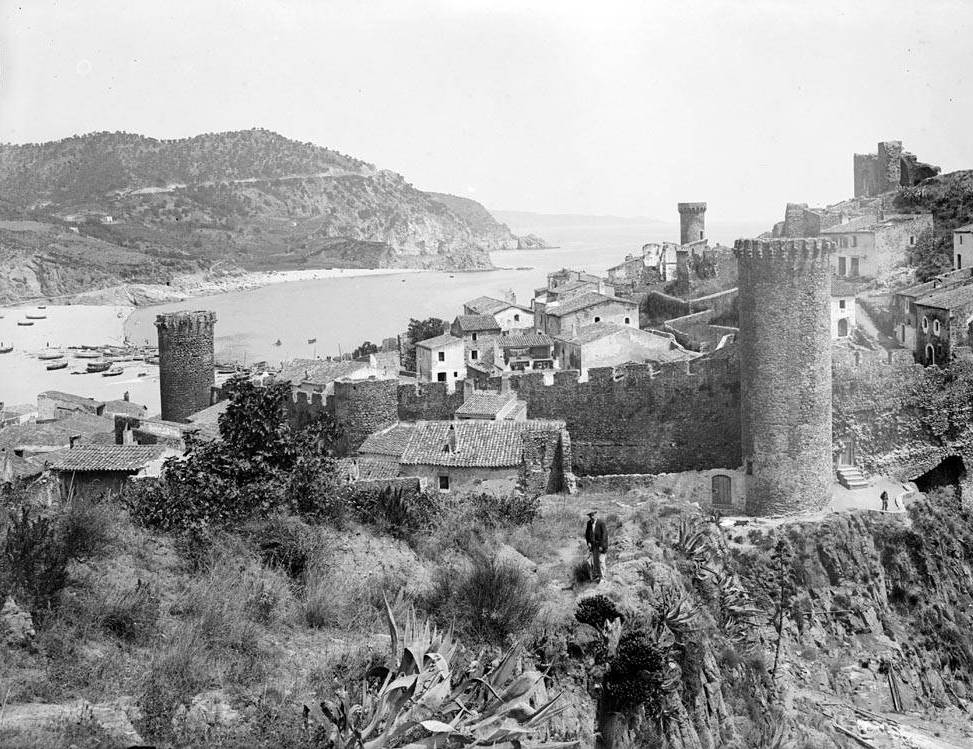
La Vila Vella en una imatge d'entre 1920 i 1930

## Descripció

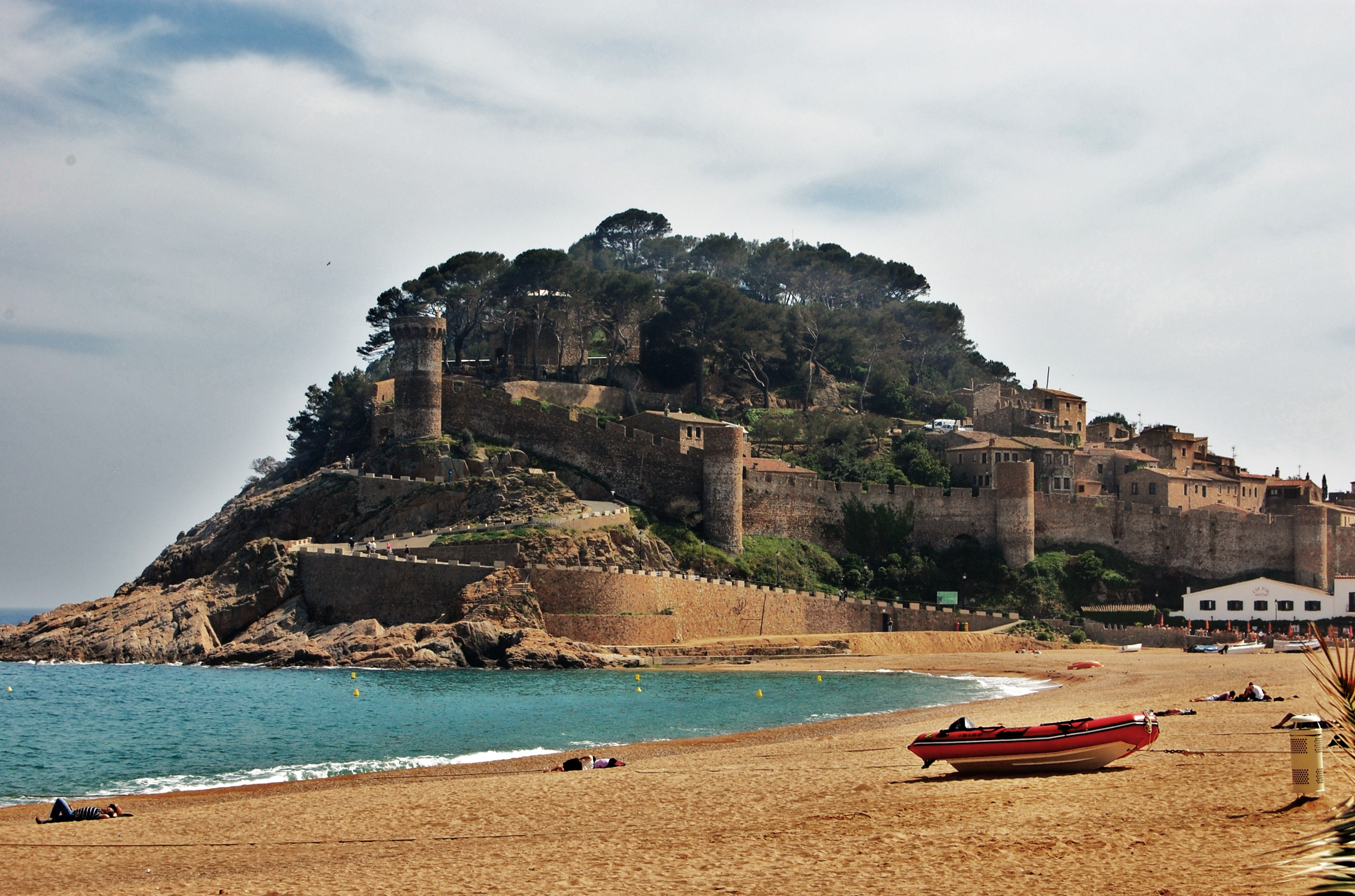

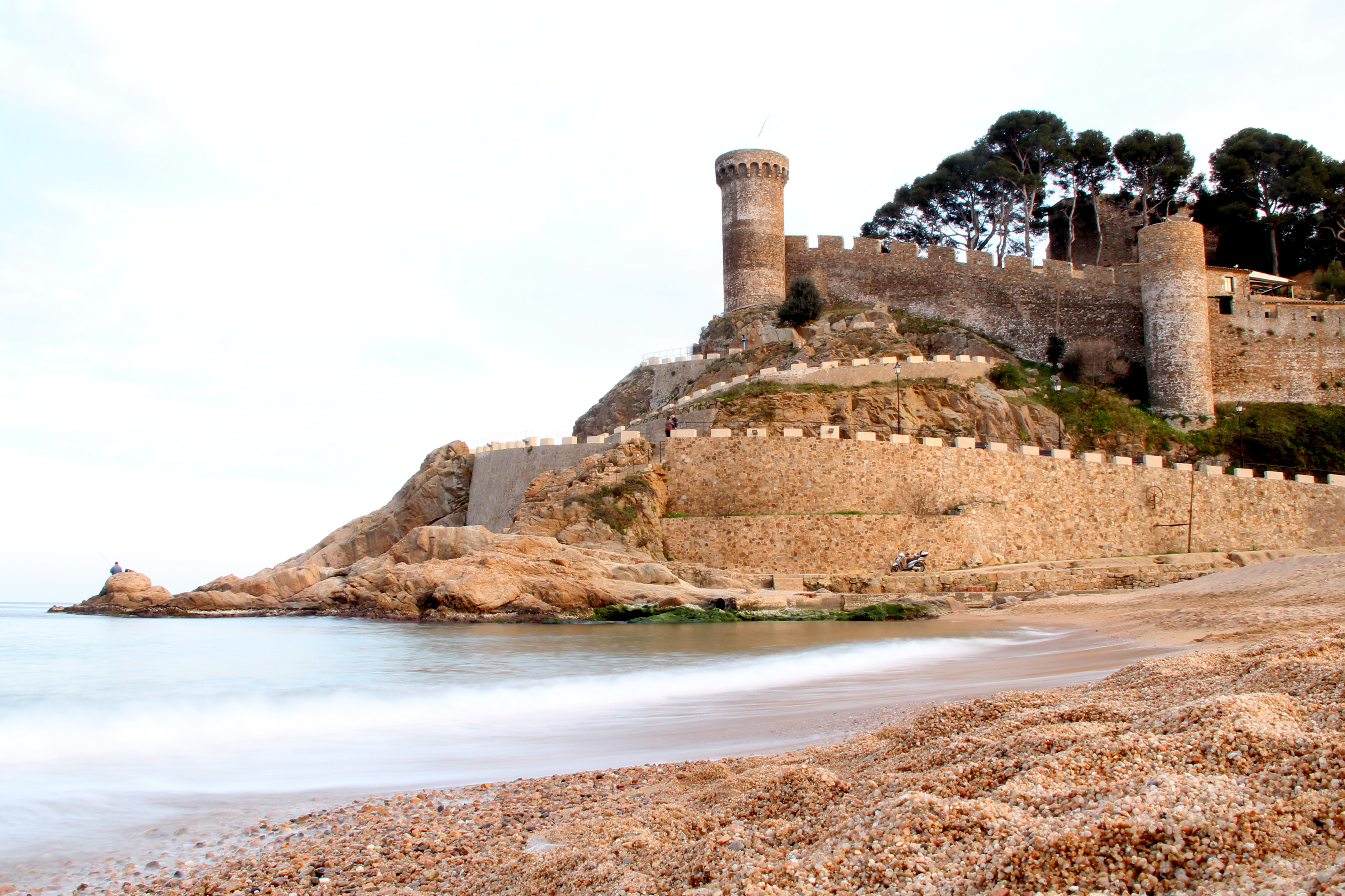

D'esquena al mar, als peus del vessant nord-oest del promontori que confronta el cap de Tossa, es troba la Vila Vella, protegida per un clos murat als sectors més vulnerables que donen a la badia i a la costa. La Vila Vella, amb carrers irregulars i estrets per tal de salvar els desnivells del turó, s'estén a redós d'un recinte emmurallat que té un perímetre d'uns 300 m. D'aquest recinte, actualment se'n conserva el llenç de muralla amb set torres rodones, de les quals tres es diferencien per la major alçada i per l'acabament amb corseres, formades per mènsules escalonades que sostenen petits arcs de punt rodó. Cadascuna d'elles té un nom: la torre d'en Joanàs, situada a l'extrem més oriental, enfilada al rocam per sobre de la mar, la torre de les Hores o del Rellotge, al mig, a tocar de la porta d'entrada a la vila, i la torre del Codolar o de l'Homenatge, al sector de ponent, al costat del que fou el Palau del Governador, avui dia convertit en museu municipal. A la part més alta del promontori no va caldre aixecar muralla, ja que el fort pendent del penya-segat actuava com a defensa natural. Tant la muralla com les torres es confegiren amb la pedra granítica, tan abundant a la zona, i amb morter de calç i sorra.
Aquestes torres devien tenir tres pisos amb cobertes de volta de pedra, i l'accés al seu interior es feia a través d'una porta des del camí de ronda. Les altres quatre torres amb un diàmetre i una alçada menor són intercalades a la cortina de la muralla, tres entre la torre d'en Joanàs i la del Rellotge, i una entre aquesta i la del Codolar. La muralla està coronada per merlets rectangulars, ornamentats als angles per petites mènsules i amb espitlleres. A l'altura de les espitlleres, per la cara interna, trobem el camí de ronda que envolta tot el recinte.
L'entrada a la vila, oberta al costat de la torre d'en Joanàs, és totalment artificial. El veritable portal d'entrada al sector de ponent, i protegit per la torre del Rellotge, consisteix en una doble porta de punt rodó amb rastell emmarcada per dovelles i per un parament diferenciat de la resta del recinte amb carreus perfectament treballats. Des d'aquesta porta es passa a una plaça que conserva el seu caràcter de pati d'entrada, ja que des d'aquí s'accedeix pròpiament al nucli de població, bé pel carrer del Batlle o del Governador. A la plaça d'armes, hi ha una escala adossada a la part interna de la muralla que porta al camí de ronda. Les cases que trobem entre els carrers estrets són dels segles XV i XVI, amb edificis que presenten certs elements gòtics, com ara el Palau del Batlle, actual Museu Municipal.

## Història

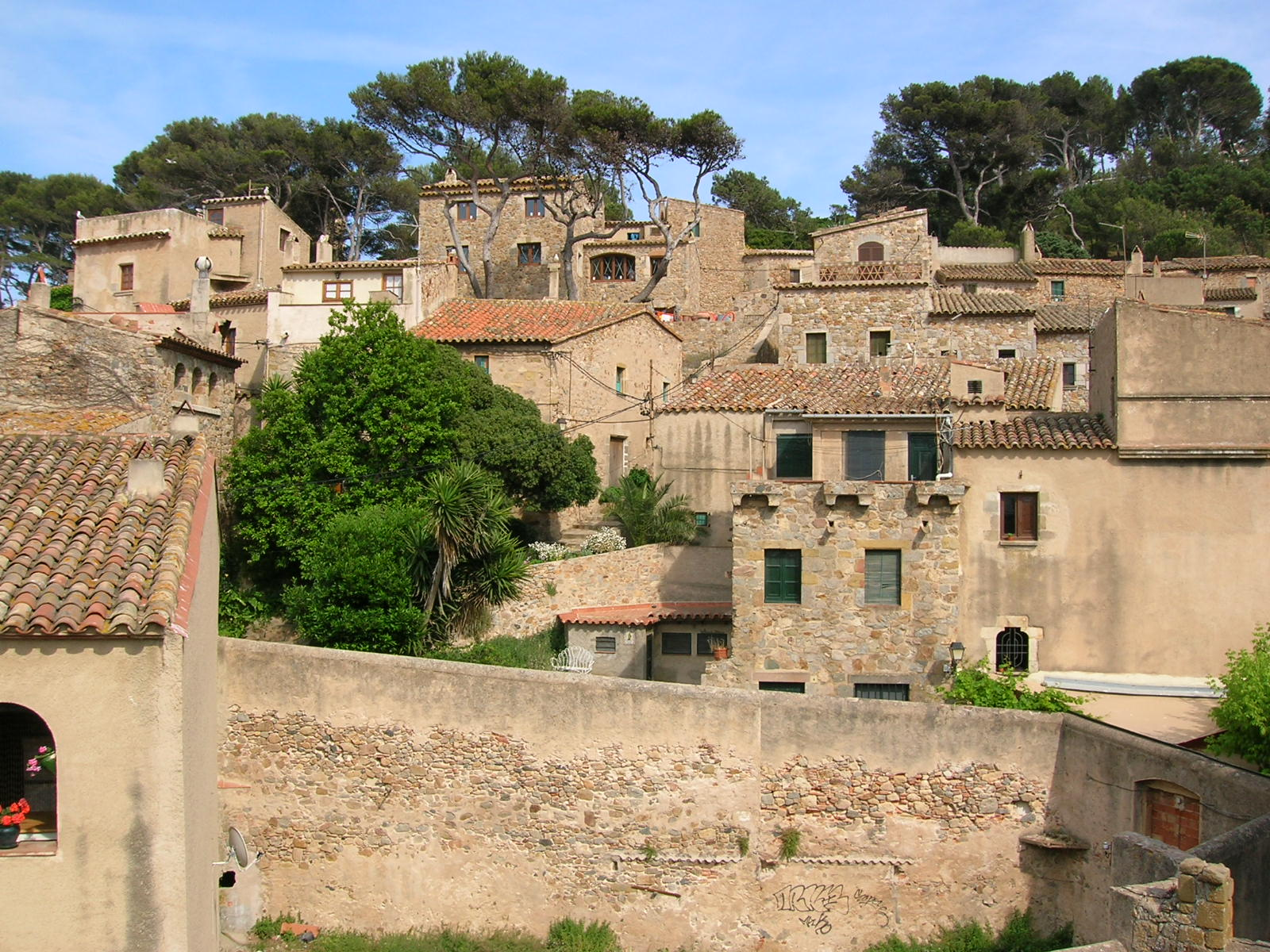

En el promontori on està situada la Vila Vella hi havia hagut un poblat ibèric, i hom suposa que a l'interior del recinte n'hi devia haver un altre, també emmurallat però de dimensions més petites, d'època romana. El castell de Tossa fou erigit el 1187 per disposició de l'abat de Ripoll, que posseïa el lloc des de l'any 966 per donació del comtat de Barcelona al monestir de Santa Maria de Ripoll. L'abat de Ripoll concedí també el mateix any de 1187 una carta de poblament, que permetia de construir dins i fora del recinte fortificat, i que es troba a l'origen de la Vila Vella. La senyoria del monestir de Ripoll, molt rigorosa pel que fa als beneficis obtinguts de la pesca, perdurà pràcticament fins a la fi de l'Antic Règim.
Segons Enric C. Girbal, l'any 1240 és esmentat el castell de Tossa (castrum de Torsa) en un document d'un plet causat per drets de pastura. L'any 1285, ran de l'intent d'invasió de Catalunya per part dels francesos, la població va ésser força malmesa. Pel fogatjament dels anys 1365-70, sabem que en aquestes dates hi havia vuitanta-un focs a Tossa, tots pertanyents a l'abat de Ripoll. El 1371 fou venuda pel castlà Arnau de Soler a Pere de Riera. Hi ha també notícia d'obres que es feien a les fortificacions de Tossa el 1371. No queda ben clar si la gent tenia un refugi al castell a més de casa a la Vila Vella o si l'anomenat castell correspon de fet a aquesta vila closa per les muralles.
La gran varietat en el tipus d'aparell, tant en la muralla com a les torres evidencia una constant transformació en tot el recinte amb obres, reparacions i restauracions. Fins avui i en espera d'estudis més aprofundits i deixant de banda les etapes ibèrica i romana, es distingeixen tres fases. Fase I, construcció d'un primer recinte al final del segle xii. Fase II, reconstrucció de l'abat Descatllar el s. XIV. Fase III, Reparacions i restauracions fins als nostres dies.